# Placa indiana

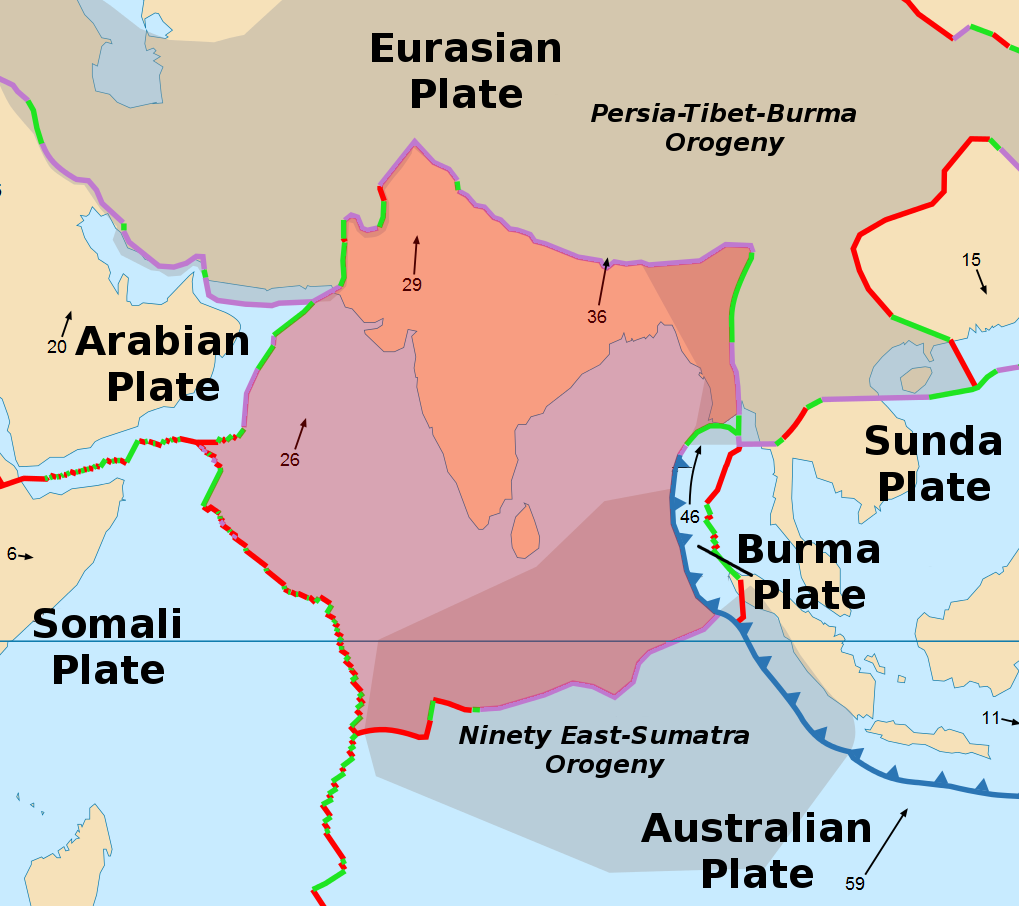
Placa Indiana

Placa Indiana ou Índica é uma grande placa tectônica que abrange a equador no hemisfério oriental. Originalmente uma parte do antigo continente da Gondwana, a placa Indiana rompeu com os outros fragmentos do continente 100 milhões de anos atrás e começou um movimento rumo ao norte. Uma vez fundida com a adjacente Placa Australiana para formar a Placa Indo-Australiana, estudos recentes sugerem que as duas placas estão separadas há pelo menos 3 milhões de anos. A placa Indiana inclui a maior parte da Ásia Meridional — ou seja, o subcontinente indiano — e uma porção do Oceano Índico, incluindo partes do sul da China e da parte oriental da Indonésia.